# Circle (serie de televisión)
Circle (hangul: 써클: 이어진 두 세계; RR: Sseokeul: Yieojin Du Segye; lit. Circle: Two Worlds Connected), es una serie de televisión surcoreana transmitida del 22 de mayo del 2017 hasta el 27 de junio del 2017 por medio de la cadena tvN.
La serie fue creada por Lee Myung-han, y contó con la participación invitada de Choi Sung-jae, Jung Suk-won, Lee Myung-hoon, Roh Haeng-ha, Park Ji-a, Jang Ji-woo, Kim Ji-sung, Lee Sang-hoon, Park Myoung-hoon, Son Dong-hwa, entre otros...

## Historia
La serie tiene lugar tanto en el año 2017 como en el año 2037.
En 2007 los hermanos gemelos Kim Woo-jin y Kim Bum-gyun son testigos de la llegada de un alien que trae consigo un enorme cambio en sus vidas, ahora en el 2017 Woo-jin es un estudiante universitario que comienza a darse cuenta la serie de suicidios ocurridos en su universidad están de alguna manera ligadas a su hermano Bum-gyun.
Mientras investiga los casos, conoce a la joven Han Jung-yeon, otra estudiante que también está investigando la serie de suicidios.
Por otro lado, en el año 2037, Corea del Sur está dividida en dos partes: la "Tierra General", un lugar contaminado donde los crímenes son desenfrenados y "Smart Earth", una ciudad limpia, pacífica y libre de crímenes.
El detective de crímenes violentos Kim Joon-hyuk intenta entrar a Smart Earth para investigar un caso en donde dos hermanos gemelos desaparecieron en 2017.

## Reparto[2]

### Personajes principales
| Actor                     | Personaje                                            | Ocupación                      | Mundo (Distrito)                                                | Episodios | Ref.        |
| ------------------------- | ---------------------------------------------------- | ------------------------------ | --------------------------------------------------------------- | --------- | ----------- |
| Yeo Jin-goo               | Kim Woo-jin                                          | Estudiante                     | Beta Project                                                    | 12        | [ 3 ]       |
| Kim Kang-woo              | Kim Joon-hyuk                                        | Detective                      | Brave New World                                                 | 12        | [ 4 ]       |
| Gong Seung-yeon           | Han Jung-yeon Bluebird                               | Estudiante -                   | Beta Project / Brave New World Brave New World (Smart District) | 12        | [ 5 ]       |
| Ahn Woo-yeon              | Kim Bum-gyun                                         | Hermano de Woo-jin             | Beta Project                                                    | 12        | [ 6 ] [ 7 ] |
| Lee Gi-kwang              | Lee Ho-soo                                           | Empleado del Gobierno          | Brave New World                                                 | 12        |             |
| Kim Min-kyung Jung In-sun | Park Min-young (de adulta) Park Min-young (de joven) | Doctora Estudiante de Medicina | Brave New World Beta Project                                    | 12        |             |

### Personajes recurrentes
| Actor                     | Personaje                                        | Ocupación                    | Mundo (Distrito)                   | Ref.                 |
| ------------------------- | ------------------------------------------------ | ---------------------------- | ---------------------------------- | -------------------- |
| Seo Hyun-chul             | Hong Jin-hong                                    | -                            | BETA Project                       | [ 8 ]                |
| Oh Eui-shik Jung Joon-won | Lee Dong-soo (de adulto) Lee Dong-soo (de joven) | Hacker                       | BETA Project                       |                      |
| Shin Dam-soo              | Det. Choi                                        | Detective                    | BETA Project                       |                      |
| Kim Joong-ki              | Kim Kyu-chul                                     | -                            | BETA Project                       |                      |
| Song Young-gyu            | Han Yong-woo                                     | -                            | BETA Project                       |                      |
| Han Sang-jin              | Park Dong-gun                                    | -                            | BETA Project / Brave New World     | [ 9 ]                |
| Shin Joo-hwan             | Lee Hyun-suk                                     | -                            | BETA Project / Brave New World     |                      |
| Seo Hyun-chul             | Hong Jin-hong                                    | -                            | Brave New World (General District) |                      |
| Kwon Hyuk-soo             | Det. Oh                                          | Detective                    | Brave New World (General District) |                      |
| Lee Yoo-young             | Shin                                             | Secretaria                   | Brave New World (Smart District)   | [ 10 ] [ 11 ] [ 12 ] |
| Min Sung-Wook             | Lee Hyun-suk                                     | -                            | Brave New World (Smart District)   |                      |
| Han Sang-jin              | -                                                | Presidente de los Non-Humans | Brave New World (Smart District)   |                      |
| Nam Myung-ryul            | Yoon Hak-joo                                     | -                            | Brave New World (Smart District)   |                      |
| Choi Ji-hun Go Na-hee     | Kim Min-ji (de adulta) Kim Min-ji (de pequeña)   | -                            | Brave New World (Smart District)   |                      |
| Jung Ji-hoon              | Kim Woo-jin (de pequeño)                         | -                            | -                                  |                      |
| Kim Ye-joon               | Kim Bum-gyun (de pequeño)                        | -                            | -                                  |                      |

### Otros personajes
| Actor       | Personaje | Ocupación | Mundo (Distrito) |
| ----------- | --------- | --------- | ---------------- |
| Park Eun-ji | -         | -         | -                |

### Apariciones especiales
| Actor           | Personaje   | Ocupación       | Mundo (Distrito) | Ref.   |
| --------------- | ----------- | --------------- | ---------------- | ------ |
| Choi Jin-ho     | -           | Neurocientífico | -                |        |
| Park Myung-hoon | -           | Esposo infiel   | -                | [ 13 ] |
| Kim Ji-sung     | Kim Nan-hee |                 |                  | [ 14 ] |

## Episodios
La serie estuvo conformada por 12 episodios.
Cada episodio contiene dos partes: la primera establecida en 2017 durante el "Beta Project", mientras que la segunda parte se centra en el año 2037 en el "Brave New World".
Fue emitida cada lunes y martes a las 23:00 horas (zona horaria de Corea (KST)).

## Producción
La serie fue creada por Lee Myung-han, la primera lectura del script fue realizada el 15 de mayo del 2017.
Dirigida por Min Jin-ki, contó con los directores creativos Jun Min-ho, Noh Jung-hoon, Park Hyung-won, Wi Sung-yun y Kim Geum-nan. Fue escrita por Kim Young-hyun, Park Sang-yeon, Kim Jin-hee, Yoo Hye-mi, Ryu Moon-sang y Park Eun-mi.
La serie fue producida por Choi Jin-hee y Jang Jin-wook, junto con el productor ejecutivo Park Sung-jae.
La cinematografía estuvo a cargo de Choi Sung-tae y Park Sung-young, mientras que la edición fue realizada por Na Hee-soo y Jung Mi-sook.
El tema musical fue "1601" mientras que el tema final "Alive" de UJi feat. Andup; el compositor fue Kim Soo-jin.
La serie obtuvo buenos índices de audiencia.
Contó con la compañía de producción "tvN", "Studio Dragon" y "KPJ", y fue distribuida por tvN y Studio Dragon.

### Emisión en otros países
| País    | Cadenas        | Fecha de Inicio | Fecha de Finalización |
| ------- | -------------- | --------------- | --------------------- |
| Malasia | 8TV (Malaysia) | 2017            | -                     |